# Attert
Attert (lux.: Atert, franz.: Attert, wallonisch: Ater) ist eine belgische Gemeinde am gleichnamigen Fluss im Bezirk Arlon der Provinz Luxemburg.
Sie besteht aus den Ortschaften Attert, Luxeroth, Nobressart, Nothomb, Schadeck, Thiaumont und Tontelange.
Die Gemeinde Attert ist Teil des traditionell luxemburgischsprachigen, heute aber offiziell zum französischen Sprachgebiet gehörenden Areler Landes. Daher gibt es teilweise zweisprachige Straßenschilder.

## Persönlichkeiten
- Charles Krier (1902–1942), Radrennfahrer

## Weblinks

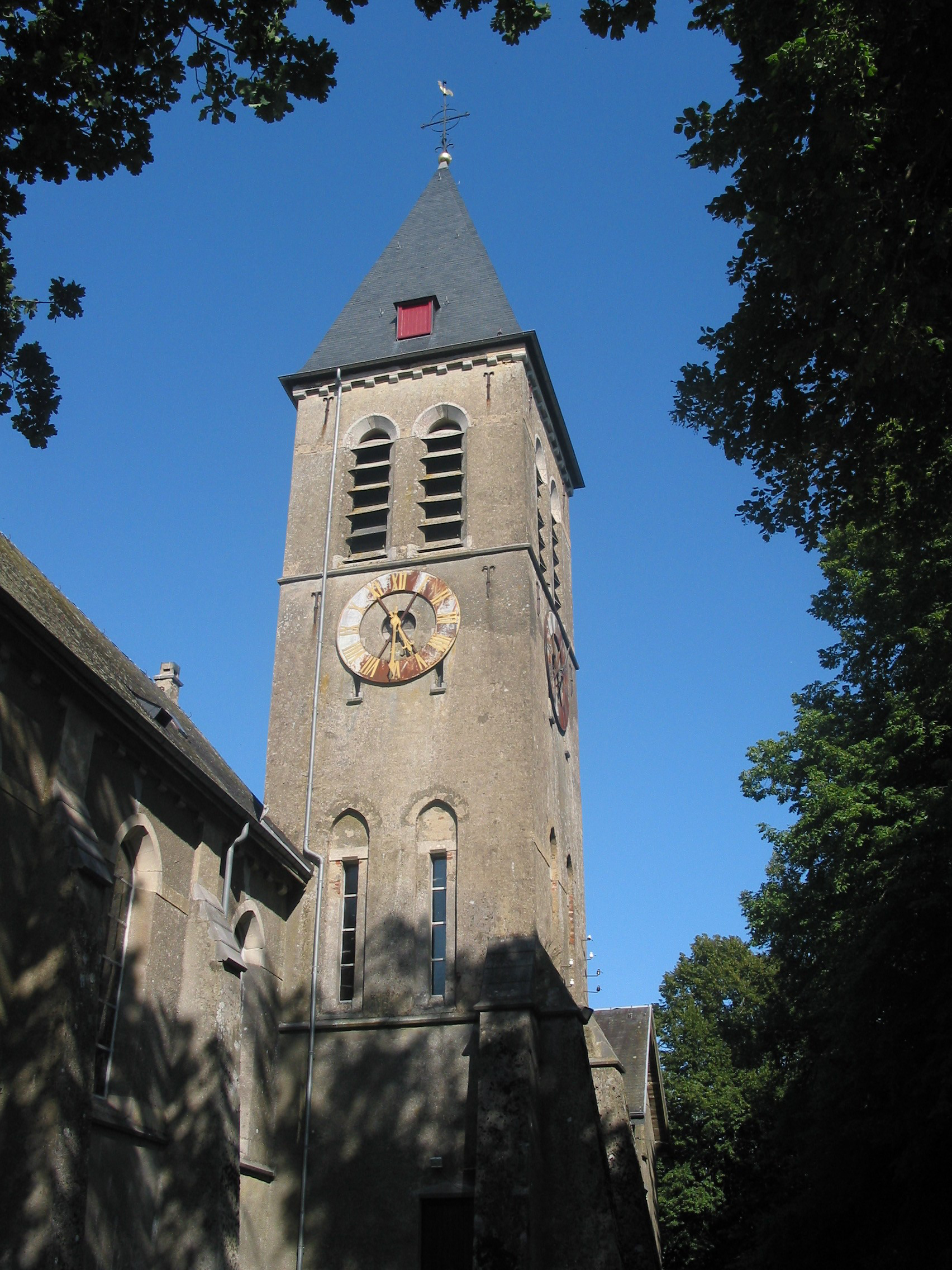
Kirche Saint-Étienne